# OFC Champions League 2019
La OFC Champions League 2019 è stata la diciottesima edizione della massima competizione calcistica per squadre di club dell'Oceania.
Per la prima volta, nessuna squadra neozelandese ha raggiunto la finale, che ha visto sfidarsi due compagini della Nuova Caledonia.

## Date
| Fase              | Sorteggio                                  | Partite |
| ----------------- | ------------------------------------------ | --- |
| Turno Preliminare | 13 novembre 2018 (Auckland, Nuova Zelanda) | 26 gennaio–1 febbraio 2019 |
| Fase a gironi     | 13 novembre 2018 (Auckland, Nuova Zelanda) | Gruppo A 10-16 febbraio 2019 Gruppo B 10-16 febbraio 2019 Gruppo C 23 febbraio-1º marzo 2019 Gruppo D 24 febbraio-2 marzo 2019 |
| Quarti di finale  | 5 marzo 2019 (Auckland, Nuova Zelanda)     | 6-7 aprile 2019 |
| Semifinali        | 5 marzo 2019 (Auckland, Nuova Zelanda)     | Andata 20-21 aprile 2019 Ritorno 27-28 aprile 2019                                                                             |
| Finale            | 5 marzo 2019 (Auckland, Nuova Zelanda)     | 12 maggio 2019 |

## Fase preliminare
Le quattro squadre si affrontano in un girone all'italiana: le prime due classificate si qualificano per la fase successiva.

### Turno preliminare

#### Classifica
| Squadra            | Pt | PG | V | N | P | GF | GS | DR |
| ------------------ | -- | -- | - | - | - | -- | -- | -- |
| Tupapa Maraerenga  | 9  | 3  | 3 | 0 | 0 | 10 | 3  | +7 |
| Kiwi               | 6  | 3  | 2 | 0 | 1 | 14 | 9  | +5 |
| Lotoha'apai United | 3  | 3  | 1 | 0 | 2 | 7  | 14 | -7 |
| Pago Youth         | 0  | 3  | 0 | 0 | 3 | 5  | 11 | -6 |

#### Risultati
| Arbitro: | Hamilton Siau |

|                |           |                                                                  |
| P. Samuelu 45’ | Marcatori | 53’, 66’, 69’ T. Falepapalangi 67’ Polovili 83’ H. Falepapalangi |

| Arbitro: | Peter Linney |

|                                                               |           |                 |
| Simiona 8’ G. Harmon 19’ Barringer-Tahiri 28’ Mata 69’ (rig.) | Marcatori | 22’ (rig.) Diaz |

| Arbitro: | Ben Aukwai |

|                                              |           |                       |
| Kerewi 20’ Scanlan 29’ (rig.), 85’ Nauer 34’ | Marcatori | 21’, 39’, 80’ Tapusoa |

| Arbitro: | Veer Singh |

|                                               |           |          |
| Colligan 1’ Mata 7’ (rig.), 63’ G. Harmon 59’ | Marcatori | 43’ Lutu |

| Arbitro: | Peter Linney |

|                     |           |                                                                           |
| Polovili 58’ (rig.) | Marcatori | 3’, 40’, 43’, 74’ Scanlan 11’, 89’ Mano 26’ Si. Malo 51’ Taylor 82’ Nauer |

| Arbitro: | Roger Adams |

|                       |           |          |
| Ahmed 47’ Simiona 89’ | Marcatori | 29’ Pati |

## Fase a gruppi

### Gruppo A
Le partite sono state giocate in Nuova Caledonia dal 10 al 16 febbraio 2019.
| Squadra          | Pt | PG | V | N | P | GF | GS | DR |
| ---------------- | -- | -- | - | - | - | -- | -- | -- |
| Hienghène Sport  | 7  | 3  | 2 | 1 | 0 | 7  | 1  | +6 |
| Toti City        | 5  | 3  | 1 | 2 | 0 | 8  | 6  | +2 |
| Tefana           | 2  | 3  | 0 | 2 | 1 | 6  | 7  | -1 |
| Malampa Revivors | 1  | 3  | 0 | 1 | 2 | 5  | 12 | -7 |

| Squadra 1        | Risultato   | Squadra 2        |
| 1ª giornata      | 1ª giornata | 1ª giornata      |
| ---------------- | ----------- | ---------------- |
| Toti City        | 3 - 3       | Tefana           |
| Malampa Revivors | 0 - 5       | Hienghène Sport  |
| 2ª giornata      |             |                  |
| Malampa Revivors | 2 - 4       | Toti City        |
| Hienghène Sport  | 1 - 0       | Tefana           |
| 3ª giornata      |             |                  |
| Tefana           | 3 - 3       | Malampa Revivors |
| Hienghène Sport  | 1 - 1       | Toti City        |

### Gruppo B
Le partite sono state giocate nelle Figi dal 10 al 16 febbraio 2019.
| Squadra        | Pt | PG | V | N | P | GF | GS | DR  |
| -------------- | -- | -- | - | - | - | -- | -- | --- |
| Central Sport  | 7  | 3  | 2 | 1 | 0 | 12 | 4  | +8  |
| Henderson Eels | 6  | 3  | 2 | 0 | 1 | 15 | 8  | +7  |
| Lautoka        | 4  | 3  | 1 | 1 | 1 | 12 | 8  | +4  |
| Morobe Wawens  | 0  | 3  | 0 | 0 | 3 | 0  | 19 | -19 |

| Squadra 1      | Risultato   | Squadra 2      |
| 1ª giornata    | 1ª giornata | 1ª giornata    |
| -------------- | ----------- | -------------- |
| Central Sport  | 3 - 2       | Henderson Eels |
| Morobe Wawens  | 0 - 5       | Lautoka        |
| 2ª giornata    |             |                |
| Morobe Wawens  | 0 - 7       | Central Sport  |
| Lautoka        | 5 - 6       | Henderson Eels |
| 3ª giornata    |             |                |
| Henderson Eels | 7 - 0       | Morobe Wawens  |
| Lautoka        | 2 - 2       | Central Sport  |

### Gruppo C
Le partite sono state giocate a Vanuatu dal 23 febbraio al 1º marzo 2019.
| Squadra            | Pt | PG | V | N | P | GF | GS | DR  |
| ------------------ | -- | -- | - | - | - | -- | -- | --- |
| Team Wellington    | 9  | 3  | 3 | 0 | 0 | 18 | 0  | +18 |
| Ba                 | 4  | 3  | 1 | 1 | 1 | 6  | 4  | +2  |
| Erakor Golden Star | 4  | 3  | 1 | 1 | 1 | 3  | 4  | -1  |
| Kiwi               | 0  | 3  | 0 | 0 | 3 | 1  | 20 | -19 |

| Squadra 1          | Risultato   | Squadra 2          |
| 1ª giornata        | 1ª giornata | 1ª giornata        |
| ------------------ | ----------- | ------------------ |
| Team Wellington    | 2 - 0       | Ba                 |
| Kiwi               | 0 - 2       | Erakor Golden Star |
| 2ª giornata        |             |                    |
| Kiwi               | 0 - 13      | Team Wellington    |
| Erakor Golden Star | 1 - 1       | Ba                 |
| 3ª giornata        |             |                    |
| Ba                 | 5 - 1       | Kiwi               |
| Erakor Golden Star | 0 - 3       | Team Wellington    |

### Gruppo D
Le partite sono state giocate nelle Isole Salomone dal 24 febbraio al 2 marzo 2019.
| Squadra           | Pt | PG | V | N | P | GF | GS | DR  |
| ----------------- | -- | -- | - | - | - | -- | -- | --- |
| Auckland City     | 9  | 3  | 3 | 0 | 0 | 23 | 1  | +22 |
| Magenta           | 6  | 3  | 2 | 0 | 1 | 14 | 3  | +11 |
| Solomon Warriors  | 3  | 3  | 1 | 0 | 2 | 10 | 10 | 0   |
| Tupapa Maraerenga | 0  | 3  | 0 | 0 | 3 | 2  | 35 | -33 |

| Squadra 1         | Risultato   | Squadra 2         |
| 1ª giornata       | 1ª giornata | 1ª giornata       |
| ----------------- | ----------- | ----------------- |
| Auckland City     | 2 - 1       | Magenta           |
| Tupapa Maraerenga | 1 - 10      | Solomon Warriors  |
| 2ª giornata       |             |                   |
| Tupapa Maraerenga | 0 - 15      | Auckland City     |
| Solomon Warriors  | 0 - 3       | Magenta           |
| 3ª giornata       |             |                   |
| Magenta           | 10 - 1      | Tupapa Maraerenga |
| Solomon Warriors  | 0 - 6       | Auckland City     |

## Fase a eliminazione diretta

### Quarti di finale
| Squadra 1       | Risultato   | Squadra 2      |
| --------------- | ----------- | -------------- |
| Central Sport   | 0 - 8       | Magenta        |
| Auckland City   | 4 - 0       | Toti City      |
| Hienghène Sport | 2 - 1 (dts) | Ba             |
| Team Wellington | 6 - 1       | Henderson Eels |

### Semifinali
| Squadra 1       | Risultato | Squadra 2       |
| --------------- | --------- | --------------- |
| Magenta         | 2 - 1     | Auckland City   |
| Hienghène Sport | 2 - 0     | Team Wellington |

### Finale
| Squadra 1 | Risultato | Squadra 2       |
| --------- | --------- | --------------- |
| Magenta   | 0 - 1     | Hienghène Sport |